# Choctawponny
Choctawponnyn är en liten hästras från USA som förr tillhörde choctawerna. Choctawponnyerna utvecklades ur de hästar som de spanska conquistadorerna hade med sig till Amerika och räknas idag som en av de renrasigaste ättlingarna till de spanska hästarna. Idag är rasen nästan utrotningshotad med ca 200 renrasiga exemplar. Avel förekommer dock på choctawhästar som korsats med bland annat mustanger och painthästar. 

## Historia
Under koloniseringen av Amerika hade de spanska conquistadorerna med sig hästar bland annat spanska hästar som var så betydande för utvecklingen av många av dagens amerikanska hästraser och även garranoponnyer och sorraiaponnyer följde med de spanska skeppen. Många av dessa hästar rymde eller släpptes fria i olika delar av Amerika och bildade stammar av vildhästar med olika egenskaper och utseenden. I Choctaw County runt Mississippifloden levde stammar av choctawindianer som var en gren av cherokeserna. De tillfångatog hästarna och använde dem i strid, jordbruk och till transport. Choctawponnyn kom att bli en mycket viktig tillgång för indianerna och man bevarade ponnyn genom att enbart avla på vissa familjer av hästarna. En stamtavla fanns även för hästarna som berättades muntligt bland indianerna. Stamtavlan sägs gå tillbaka ända till början av 1800-talet. 
Ända fram till 1970-talet fanns över 1500 hästar av den ursprungliga choctawponnyn, där genetiska tester visat att de är helt renrasiga ättlingar till de spanska hästar som fördes till Amerika under 1500- 1600-talet. Sedan 1980-talet har antalet dock drastiskt minskat och idag finns enbart ca 200 hästar som är 100 % choctawponny. Ett program startades för att försöka bevara den genetiskt rena ponnyn samtidigt som man håller isär familjerna för att kunna utveckla framtida uppfödning utan inavel.

## Egenskaper
Choctawponnyn kallas ofta för Choctaw Indian Pony i USA och är vad man kan kalla en riktig indianhäst. Ponnyerna är tuffa, härdiga och extremt modiga samtidigt som de klarar sig på lite bete eller foder. De små hästarna är ytterst tåliga mot hårt klimat men tål inte hård behandling från människor. En Choctawponny sägs vara väldigt trofast när de väl kommer överens med sina ägare. Ponnyerna används mest inom nöjesridning men även turistridning, boskapsarbete och westernridning och är omtyckt för sitt lugna och stabila temperament. 
Choctawponnyerna har ärvt sitt utseende från de spanska hästarna med huvudet som har en platt panna och utåtbuktande nosprofil. Öronen är breda och kan ibland vara inåtsvängda. Bröstkorgen är smal men ponnyerna har en balanserad exteriör med en kort rygg, rundad bakdel och lågt ansatt svans. Benen är korta men förvånansvärt starka. 
Choctawponnyerna är idag nästan utrotningshotade då det enbart finns 200 renrasiga ponnyer kvar. Forskning, bevarande och avel pågår för att rädda ponnyerna. Ponnyerna har ett sällsynt renrasigt blodsarv från de spanska hästarna samt att de innehåller en rad sällsynta färger som man försöker bevara hos ponnyerna. Ett exempel är calico tobiano, en slags skäckfärg där både svarta och bruna fält förekommer, vilket är extremt ovanligt. Även brindle förekommer. Hästen är då randig eller marmorerad i pälsen i två matchande toner.